# Regensdorf
Regensdorf (gzu. Rägischdoorf) – miasto i gmina (Politische Gemeinde) w północnej Szwajcarii, w kantonie Zurych, w okręgu (Bezirk) Dielsdorf.

## Demografia
W Regensdorfie mieszka 18 739 osób. W 2021 roku 35,6% populacji gminy stanowiły osoby urodzone poza Szwajcarią.

## Transport
Przez teren miasta przebiegają autostrady A1 i A4 oraz drogi główne nr 17 i nr 297.